# Manuel Herrera y Lasso
Manuel Herrera y Lasso (San Luis Potosí, San Luis Potosí, 1890 - Ciudad de México, 25 de marzo de 1967) fue un jurista mexicano, alumno fundador, catedrático y rector honorario de la Escuela Libre de Derecho, pensador católico y miembro fundador del Partido Acción Nacional.

## Primeros Años
Hijo del ingeniero de minas don Manuel Herrera y Raso y la señora Guadalupe Lasso de la Vega y Villegas, estudió la educación primaria en "La Divina Providencia" y a los 10 años de edad comenzó sus estudios en latín y filosofía en el Seminario Conciliar de San Luis Potosí, posteriormente estudiaría en el Instituto Científico y Literario de San Luis Potosí.
En julio de 1910 comenzó sus estudios en la Escuela Nacional de Jurisprudencia, misma que continuó hasta el estallido de la huelga estudiantil de 1912, cuando optó por integrarse a la recién creada Escuela Libre de Derecho. El 26 de junio de 1915 se tituló como abogado, bajo la tesis "Algunos capítulos de un ensayo sobre la Constitución" y durante el proceso electoral de 1918 fue candidato a diputado federal, elección que perdería.

## Actividades académicas
Aun siendo alumno en la Escuela Libre de Derecho, Manuel Herrera y Lasso comenzaría a apoyar en la cátedra de Sociología, así como a fungir como adjunto de Emilio Rabasa en la cátedra de Derecho Constitucional hasta la muerte de este el 25 de abril de 1930. Habiendo fallecido Emilio Rabasa, Herrera y Lasso continuaría con la enseñanza de Derecho Constitucional en la Escuela Libre de Derecho hasta el día de su fallecimiento.

Herrera y Lasso escribía:
"el pensador católico de los años treinta lograba la identificación plena e íntima entre el pensamiento y la acción, entendida como el lugar geométrico en que se encuentra lo natural, lo humano y lo divino”.

## Actividades Políticas
El 23 o 24 de febrero de 1926, en contra de las políticas anticlericales (que desencadenarían en la Guerra Cristera) del presidente Plutarco Elías Calles, publicó en el periódico Excélsior el artículo titulado "El Cierre del Templo de la Sagrada Familia. Una protesta del licenciado Herrera y Lasso". El 4 de agosto de 1926, Herrera y Lasso debatió con el Secretario de Agricultura del presidente Calles, Luis L. León exponiendo sus propuestas para garantizar la libertad religiosa. Como consecuencia de sus actividades a favor del movimiento religioso, en enero de 1927 fue exiliado a La Habana, Cuba. Volvería a México en febrero de 1929.
El 16 de septiembre de 1939 funda junto con otros políticos el Partido Acción Nacional, como alternativa al Partido Revolucionario Institucional. Mientras realizaba actos de proselitismo a favor de recién cread PAN, fue arrestado en 1940 por el gobernador del estado de Querétaro, siendo liberado después de pasar 3 días en la cárcel.
Durante las elecciones de 1946, fue candidato por el PAN en su natal San Luis Potosí para diputado federal, elección que, como en 1918, perdería, acusando a su contrincante de fraude electoral. El siguiente año, el presidente Miguel Alemán, reconociendo su capacidad como abogado, lo nombró como Asesor Jurídico de la Presidencia.
Herrera y Lasso falleció el 25 de marzo de 1967, en la Ciudad de México a los 77 años de edad.